# Asha Jama
Asha nói Jama (tiếng Somalia: Caasha Saciid Jamaac, tiếng Ả Rập: عائشة سعيد جامع) (sinh ngày 15 tháng 11 năm 1960) là một nhà hoạt động xã hội người Somalia - Canada, đồng thời là cựu phóng viên và nhà báo truyền hình.

## Tiểu sử
Jama được sinh ra ở Merca, nằm ở phía Nam Somalia. Cô lớn lên ở thủ đô Mogadishu. Ở đó, cô theo học tại Học viện Lafoole của Đại học Quốc gia Somalia và lấy bằng báo chí. Ngay sau khi tốt nghiệp, Jama bắt đầu làm việc tại tờ báo Xidigta Oktobar do nhà nước điều hành. Sau đó, cô phục vụ như một neo tin tức trên truyền hình địa phương.
Do tình trạng bất ổn dân sự ở Somalia, Jama quyết định rời khỏi đất nước vào cuối những năm 1980. Cô chuyển đến Canada, nơi cô đã cư trú trong hai mươi hai năm qua. Jama sau đó trở thành một nhà hoạt động cộng đồng với tư cách là Chủ tịch của Trung tâm Cộng đồng Alberta Somali có trụ sở tại Calgary. Trong khả năng này, cô đã lãnh đạo nhiều sáng kiến xã hội, hợp tác chặt chẽ với Quốc hội Somalia Canada giữa các tổ chức khác.